# Margherita d'Inghilterra (duchessa di Lorena-Brabante)
Margherita Plantageneta o Margherita di Windsor. Margaret in inglese Margarita in spagnolo, in asturiano e in basco, Margarida in galiziano, in portoghese e in catalano, Margalida in aragonese, Marguerite in francese e Margaretha in tedesco e Margarethe in fiammingo (Castello di Windsor, 11 settembre 1275 – Bruxelles, 11 marzo 1318) principessa d'Inghilterra per nascita, fu duchessa consorte di Lorena e del Brabante e duchessa consorte di Limburgo dal 1294 al 1312.

## Origine
Secondo il Florentii Wigornensis Monachi Chronicon, Continuatio, Margherita era la (dodicesima) figlia del re d'Inghilterra e duca d'Aquitania, Edoardo I e di Eleonora di Castiglia, figlia secondogenita del re di Castiglia e León, Ferdinando III il Santo e di Giovanna di Dammartin, figlia di Simone de Dammartin, conte d'Aumâle e di Maria, Contessa di Ponthieu (contea nel dipartimento della Somme le cui città principali erano Abbeville e Montreuil-sur-Mer).
Edoardo I d'Inghilterra era figlio del re d'Inghilterra e duca d'Aquitania, Enrico III, e di Eleonora di Provenza, che era la figlia secondogenita del conte di Provenza e conte di Forcalquier, Raimondo Berengario IV (1198 – 1245), e della moglie, Beatrice di Savoia (1206 – 1266), come risulta dalla cronaca del monaco benedettino inglese, cronista della storia inglese, Matteo Paris (1200 – 1259), quando ne descrive il matrimonio con il re d'Inghilterra, Enrico III e anche dal documento n° 99 del Peter der Zweite Graf von Savoyen, Markgraf in Italien, sein Haus und seine Lande, dello storico, Ludwig Wurstenberger; Beatrice di Savoia, secondo il documento n° 49 del Peter der Zweite Graf von Savoyen, Markgraf in Italien, sein Haus und seine Lande, dello storico, Ludwig Wurstenberger, era figlia del Conte di Savoia, d'Aosta e di Moriana, Tommaso I (1177 – 1233) e della moglie, Beatrice Margherita di Ginevra (1180 – 1257), che secondo la Chronica Albrici Monachi Trium Fontium era figlia di Guglielmo I di Ginevra e di Margherita Béatrice di Faucigny.

## Biografia
I continuatori della cronaca del monaco Fiorenzo di Worcester, menzionano la nascita di Margherita (filiam…Margaret), al Castello di Windsor, nel 1275, figlia della regina Eleonora (Alienora uxor regis, regina Angliæ).
Nel gennaio 1278, suo padre Edoardo I, concordò con il duca di Lorena e del Brabante, Giovanni I, il matrimonio di Margherita con il figli0 di Giovanni I, Giovanni, come viene confermato dalla lettera di Edoardo a Giovanni I del gennaio di quell'anno e delle risposta di Giovanni I ad Edoardo il 6 gennaio di quello stesso anno. 

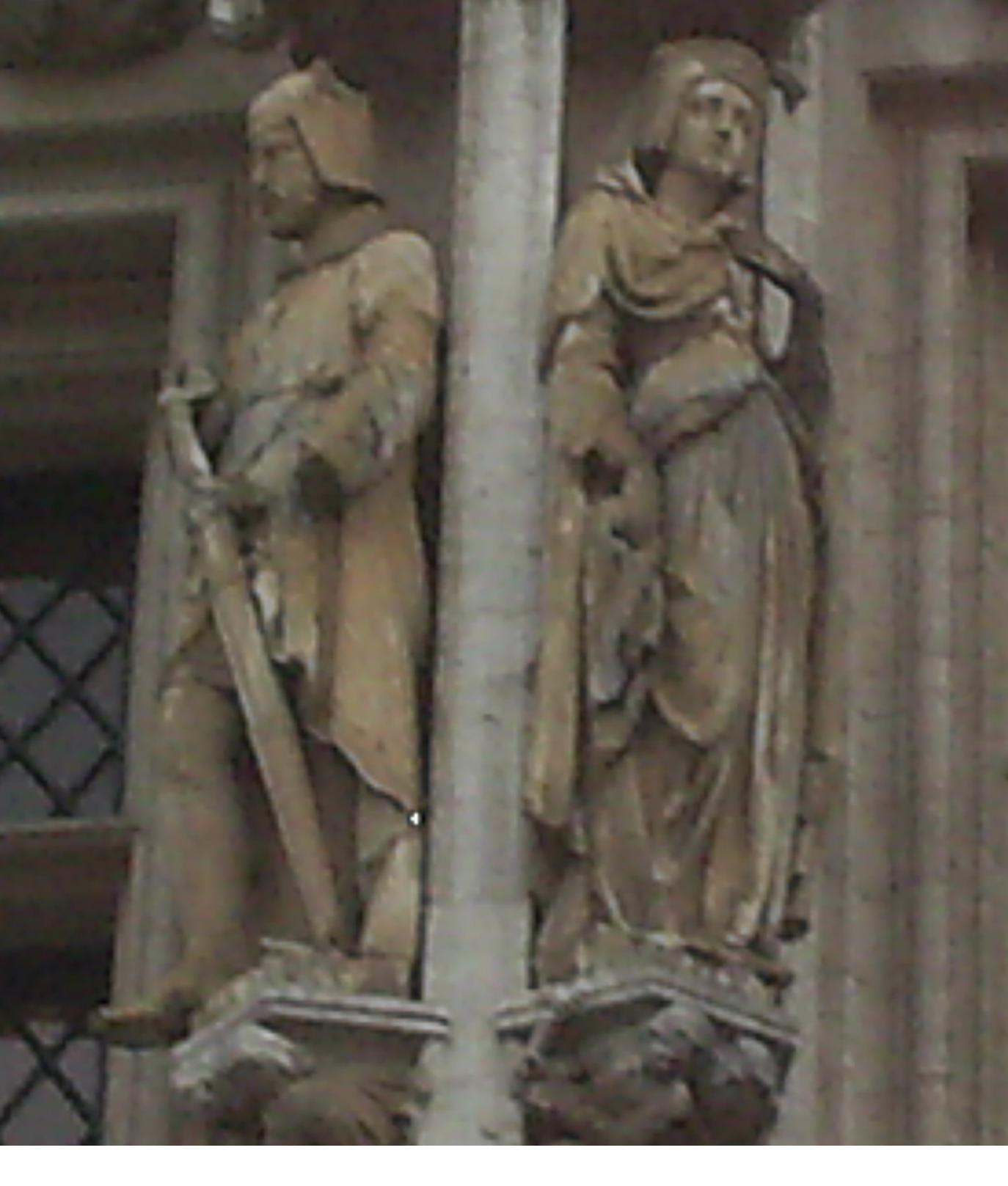
Margherita col marito Giovanni II
Nella Grand Place di Bruxelles

Sempre i continuatori della cronaca di Fiorenzo di Worcester riportano che, l'8 luglio 1290, nell'abbazia di Westminster, Margherita (Margaretam filiam regis Anglie) sposò l'erede del ducato del Brabante, Giovanni (Johannes filius et hæres Johannis ducis Brabantiæ, 1275-1312); la notizia è riportata anche dagli Annales Londonienses e dagli Annales Halysiensibus; Giovanni, secondo la Genealogia Ducum Brabantiæ Ampliata, Giovanni era il figlio maschio secondogenito del duca di Lorena e del Brabante e duca di Limburgo, Giovanni I di Brabante e della moglie, Margherita di Dampierre o di Fiandra (1251-1285), che sia secondo il Iohannis de Thilrode Chronicon che secondo il Iohannis de Thielrode Genealogia Comitum Flandriæ era figlia del Conte di Fiandra e Marchese di Namur, Guido di Dampierre e di Matilde di Bethune, che secondo gli Annales Blandinienses era figlia ed ereditiera di Roberto VII di Bethune, signore di Béthune, Termonde, Richebourg e Warneton, e d'Elisabeth de Morialmez.
Il marito di Margherita, Giovanni succedette al padre come Giovanni II del Brabante, nel 1294: infatti Giovanni I morì, nel 1294: secondo il Balduini Ninovensis Chronicon Giovanni (Iohannis huius nominis primus dux Lotharingie, Brabantie et Lemburgie) morì il 7 marzo (nonas maii); sempre secondo il Balduini Ninovensis Chronicon lo scontro era avvenuto circa cinque giorni prima della morte del duca, Giovanni I venne sepolto nel coro della chiesa dei Francescani a Bruxelles; secondo il Trophees tant sacres que profanes de la duché de Brabant ..., Volume 1, il duca fu condotto nel suo ducato, dove tentarono inutilmente di curarlo, senza precisare il luogo.
Ancora il Balduini Ninovensis Chronicon ci informa che gli succedette il figlio, Giovanni (Giovanni II).
Margherita rimase vedova, nel 1312: Giovanni II morì esattamente un mese dopo la firma della Carta di Kortenberg (27 settembre 1312), come ci conferma la Oude Kronik van Brabant (non consultata). Dopo la morte venne tumulato nella Concattedrale di San Michele e Santa Gudula a Bruxelles..
Margherita morì, l'11 marzo 1333, a Bruxelles, Belgio dove il suo corpo fu inumato, nella Concattedrale di San Michele e Santa Gudula.

## Discendenza
Margherita a Giovanni diede un figlio:
- Giovanni (1300 - 1355), duca di Brabante e Limburgo[14].

## Ascendenza
|                             |                    |                                    | Genitori                  |  |  | Nonni |  |  | Bisnonni               |  |  | Trisnonni               |  |
|                             |                    |                                    |                           |  |  |       |  |  | Giovanni d'Inghilterra |  |  | Enrico II d'Inghilterra |  |
|                             |                    |                                    |                           |  |  |       |  |  | Giovanni d'Inghilterra |  |  | Enrico II d'Inghilterra |  |
|                             |                    | Eleonora d'Aquitania               |                           |  |  |       |  |  | Giovanni d'Inghilterra |  |  |                         |  |
| Enrico III d'Inghilterra    |                    |                                    |                           |  |  |       |  |  | Giovanni d'Inghilterra |  |  |                         |  |
|                             |                    | Isabella d'Angoulême               | Ademaro III d'Angoulême   |  |  |       |  |  |                        |  |  |                         |  |
|                             |                    | Isabella d'Angoulême               | Ademaro III d'Angoulême   |  |  |       |  |  |                        |  |  |                         |  |
|                             |                    | Isabella d'Angoulême               | Alice di Courtenay        |  |  |       |  |  |                        |  |  |                         |  |
| Edoardo I d'Inghilterra     |                    | Isabella d'Angoulême               |                           |  |  |       |  |  |                        |  |  |                         |  |
|                             |                    | Raimondo Berengario IV di Provenza | Alfonso II di Provenza    |  |  |       |  |  |                        |  |  |                         |  |
|                             |                    | Raimondo Berengario IV di Provenza | Alfonso II di Provenza    |  |  |       |  |  |                        |  |  |                         |  |
|                             |                    | Raimondo Berengario IV di Provenza | Garsenda di Provenza      |  |  |       |  |  |                        |  |  |                         |  |
| Eleonora di Provenza        |                    | Raimondo Berengario IV di Provenza |                           |  |  |       |  |  |                        |  |  |                         |  |
|                             |                    | Beatrice di Savoia                 | Tommaso I di Savoia       |  |  |       |  |  |                        |  |  |                         |  |
|                             |                    | Beatrice di Savoia                 | Tommaso I di Savoia       |  |  |       |  |  |                        |  |  |                         |  |
|                             |                    | Beatrice di Savoia                 | Margherita di Ginevra     |  |  |       |  |  |                        |  |  |                         |  |
| Margherita d'Inghilterra    |                    | Beatrice di Savoia                 |                           |  |  |       |  |  |                        |  |  |                         |  |
|                             | Alfonso IX di León | Ferdinando II di León              |                           |  |  |       |  |  |                        |  |  |                         |  |
|                             | Alfonso IX di León | Ferdinando II di León              |                           |  |  |       |  |  |                        |  |  |                         |  |
|                             | Alfonso IX di León | Urraca del Portogallo              |                           |  |  |       |  |  |                        |  |  |                         |  |
| Ferdinando III di Castiglia | Alfonso IX di León |                                    |                           |  |  |       |  |  |                        |  |  |                         |  |
|                             |                    | Berenguela di Castiglia            | Alfonso VIII di Castiglia |  |  |       |  |  |                        |  |  |                         |  |
|                             |                    | Berenguela di Castiglia            | Alfonso VIII di Castiglia |  |  |       |  |  |                        |  |  |                         |  |
|                             |                    | Berenguela di Castiglia            | Eleonora d'Inghilterra    |  |  |       |  |  |                        |  |  |                         |  |
| Eleonora di Castiglia       |                    | Berenguela di Castiglia            |                           |  |  |       |  |  |                        |  |  |                         |  |
|                             |                    | Simone di Dammartin                | Alberico II di Dammartin  |  |  |       |  |  |                        |  |  |                         |  |
|                             |                    | Simone di Dammartin                | Alberico II di Dammartin  |  |  |       |  |  |                        |  |  |                         |  |
|                             |                    | Simone di Dammartin                | Matilde di Clermont       |  |  |       |  |  |                        |  |  |                         |  |
| Giovanna di Dammartin       |                    | Simone di Dammartin                |                           |  |  |       |  |  |                        |  |  |                         |  |
|                             |                    | Maria di Ponthieu                  | Guglielmo II di Ponthieu  |  |  |       |  |  |                        |  |  |                         |  |
|                             |                    | Maria di Ponthieu                  | Guglielmo II di Ponthieu  |  |  |       |  |  |                        |  |  |                         |  |
|                             |                    | Maria di Ponthieu                  | Adele di Francia          |  |  |       |  |  |                        |  |  |                         |  |
|                             |                    | Maria di Ponthieu                  |                           |  |  |       |  |  |                        |  |  |                         |  |

### Letteratura storiografica
- Henry Pirenne, "I Paesi Bassi", cap. XII, vol. VII (L'autunno del Medioevo e la nascita del mondo moderno) della Storia del Mondo Medievale, 1999, pp. 411–444.
- (FR)  Trophées tant sacrés que profanes du duché de Brabant.